# Відновлення флюоресценції після фотознебарвлення

Принцип FRAP

Відновлення флюоресценції після фотознебарвлення (англ. Fluorescence recovery after photobleaching або FRAP) — оптичний метод, що дозволяє досліджувати мобільність молекул у зразку за допомогою фотознебарвлення флюоресцентних барвників у невеликій ділянці зразку та спостереження відновлення флюоресценції за рахунок потрапляння у ділянку нових молекул барвнику. Метод дозволяє проводити кількісні дослідження дво- і тривимірну дифузію молекул у зразку і має велику цінність для клітинна біологія, де він використовується для дослідження дифузії в мембранах і цитоплазмі та зв'язування білків.